# Ancora qui (Renato Zero)
Ancora qui è un singolo di Renato Zero pubblicato nel 2009 da Tattica in download digitale, primo estratto dell'album Presente.

## Descrizione
Il brano è stato scritto da Renato Zero, Vincenzo Incenzo e Maurizio Fabrizio.
Si sentono chiaramente una batteria, un basso elettrico, il pianoforte, le tastiere, le chitarre acustiche ed elettriche.
Il brano è uno tra i più autobiografici che il cantante romano abbia mai composto.
Il singolo è stato trasmesso in radio per la prima volta il 13 marzo. Originariamente il singolo doveva essere trasmesso per la prima volta il 6 marzo, ma per ragioni sconosciute la prima messa in onda della canzone fu spostata di una settimana.

## Video musicale
Mentre il 13 marzo 2009 nelle radio debuttava questa canzone, negli stessi giorni viene girato il videoclip del brano, che vede la partecipazione di grandi stelle del cinema e della televisione come Manuela Arcuri, Asia Argento, Paola Cortellesi, Massimo Ghini, Alessandro Haber, Emilio Solfrizzi, Leo Gullotta, Giorgio Panariello, Rocco Papaleo, Giorgio Pasotti, Vittoria Puccini, Elena Sofia Ricci, Paola Tiziana Cruciani, Rodolfo Laganà, Olivia Magnani, Daniele Pecci, tutti accomunati dal fatto di essere "sorcini", ossia fan di Zero.
Il video è stato girato da Alessandro D'Alatri ed è ambientato in una villa secentesca nei pressi di Roma dove appaiono gli attori sopracitati che ripetono le parole della canzone con la voce di Renato Zero, che compare solo nei primi fotogrammi.

## Tracce
Testi di Renato Zero e Vincenzo Incenzo e musiche di Maurizio Fabrizio
1. Ancora qui – 4:08

## Formazione
- Renato Zero: voce
- Paolo Costa: basso
- Lele Melotti: batteria
- Fabrizio Leo: chitarra acustica
- Phil Palmer: chitarra elettrica, assolo di chitarra
- Danilo Madonia: pianoforte e tastiere